# Winchester Repeating Arms Company
Winchester Repeating Arms Company — американська компанія, яка існувала з 1866 по 2006 рр. Займалась виробництвом вогнепальної зброї і боєприпасів. Знаходилась в місті Нью-Гейвен, штат Коннектикут. Наразі торгова марка Winchester використовується двома підрозділами Herstal Group: FN Herstal (Бельгія) і Browning Arms Company (США).

## Історія

### Передісторія

#### Volcanic Repeating Arms Company

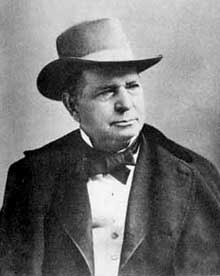
Олівер Вінчестер

Засновниками Winchester Repeating Arms Company були Гораціо Сміт і Даніель Вессон, компаньйони з міста Норвіч, штат Коннектикут (не плутати з компанією Smith & Wesson, яка була заснована тими ж людьми, але пізніше). Сміт і Вессон придбали права на поліпшену версію гвинтівки Дженнінгса моделі 1848 року, яку вдосконалив Волтер Хант, і його безгільзові боєприпаси «Rocket Ball» у компанії Robbins & Lawrence of Windsor, яка виробляла їх в невеликій кількості. Гвинтівка Дженнінгса була комерційним провалом для Robbins & Lawrence of Windsor, тому вони припинили виробництво в 1852 році.
Гораціо Сміт розробив значно кращу гвинтівку на основі тої ж гвинтівки Дженнінгса, яку назвав Volcanic (англ. Volcanic rifle). Також Сміт і Вессон переманили до себе головного інженера та начальника виробничого цеху компанії Robbins & Lawrence of Windsor Бенджаміна Тайлера Генрі, який зіграє помітну роль в долі молодої компанії. У 1855 році Сміт і Вессон почали шукати інвесторів для їхньої майбутньої компанії Volcanic Repeating Arms Company, яка мала займатись виробництвом гвинтівок важільної дії і пістолетів. Найбільшим акціонером компанії став власник виробництв одягу Олівер Вінчестер.

#### New Haven Arms Company
Гвинтівка Volcanic мала лише обмежений успіх, тому справи компанії йшли не дуже добре. Кінець кінцем, наприкінці 1856 року, коли компанія переїхала в Нью-Гейвен (штат Коннектикут), Volcanic Repeating Arms Company стала неплатоспроможною. У квітні 1857 року Олівер Вінчестер та його компаньйон Джон М. Девіс викупили активи збанкрутілої компанії у інших акціонерів і реорганізували виробництво під назвою New Haven Arms Company.
Після відходу головного конструктора Гораціо Сміта від справ в компанії, Бенджамін Генрі продовжував роботу над проектами. Одним з таких проектів в майбутньому стала гвинтівка Генрі, яка мала автономний картридж кільцевого запалення і удосконалений патрон .44 калібру. Генрі також спроектував новий дизайн гвинтівки, зберігши лише основний вигляд механізму казенної частини і магазина. Після випуску гвинтівки Генрі New Haven Arms Company стала популярною, оскільки нові гвинтівки перебували на озброєнні армії Союзу під час громадянської війни і зарекомендували себе з найкращого боку. Гвинтівка Генрі разом з більш пізнішою гвинтівкою Спенсера встановила на ринку вогнепальної зброї гегемонію гвинтівок важільної дії.

### Winchester Repeating Arms Company
У 1866 році Бенджамін Генрі пішов з New Haven Arms Company, яка в тому ж році була знову реорганізована Олівером Вінчестером під назвою Winchester Repeating Arms Company, яку вона використовувала до часу свого закриття в 2006 році. Вінчестер мав базову конструкцію гвинтівки Генрі, яка була вдало вдосконалена і названа Winchester Model 1866, яка мала такий самий патрон .44 калібру як і гвинтівка Генрі, але покращений магазин (з додаванням завантажувального вікна на правому боці приймача, яке було винайдене співробітником Winchester Repeating Arms Company Нельсоном Кінгом) і, вперше, дерев'яну цівку. Також спільний для гвинтівки Генрі і Winchester Model 1866 був унікальний бойок, який вдаряв гільзу в двох місцях, збільшуючи ймовірність того, що гримуча суміш в обідку капсуля запалить чорний порох, який знаходиться всередині капсуля.

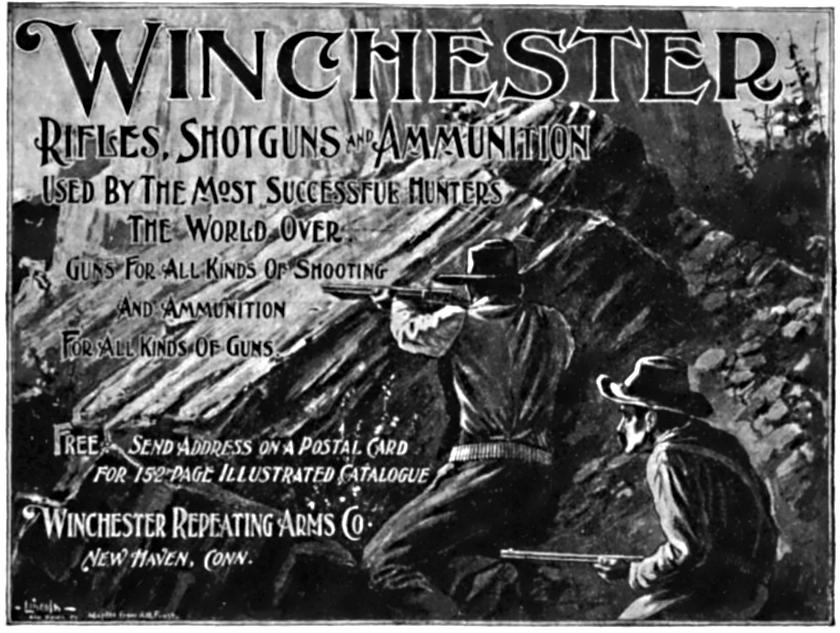
Реклама Winchester Repeating Arms Company, 1898

Іншою популярною моделлю стала гвинтівка розроблена в 1873 році. У Winchester Model 1873 був представлений патрон центрального запалення .44-40 WCF (Winchester Center Fire). Гвинтівки цього сімейства широко відомі як «рушниця що завоювала Захід» (англ. The Gun that Won the West).
Наступною після Winchester Model 1873 була модель Winchester Model 1876, яка мала такий самий механізм досилання патронів і латунні картриджі. У моделі Winchester Model 1876 використовувались потужніші патрони, такі як .45-60 WCF, .45-75 WCF і .50-95 WCF. Проте конструкція гвинтівки не дозволяла використовувати державні патрони .45-70, отже обмежувала ринок збуту. Проте це було змінено в моделі Winchester Model 1886.
Олівер Вінчестер помер в грудні 1880 року. Його син і спадкоємець Вільям Вірт Вінчестер помер від туберкульозу через чотири місяці по смерті батька.
З 1883 року Джон Браунінг працював спільно з Winchester Repeating Arms Company і розробив серію гвинтівок і дробовиків, в першу чергу Winchester Model 1885, Winchester Model 1887 (дробовик важільної дії), Winchester Model 1897 (помпова рушниця) і гвинтівки важільної дії Winchester Model 1886, Winchester Model 1892, Winchester Model 1894, Winchester Model 1895. Деякі з них ще й досі виробляються для цивільного ринку такими компаніями як Browning Arms Company, Amadeo Rossi.

### XX століття

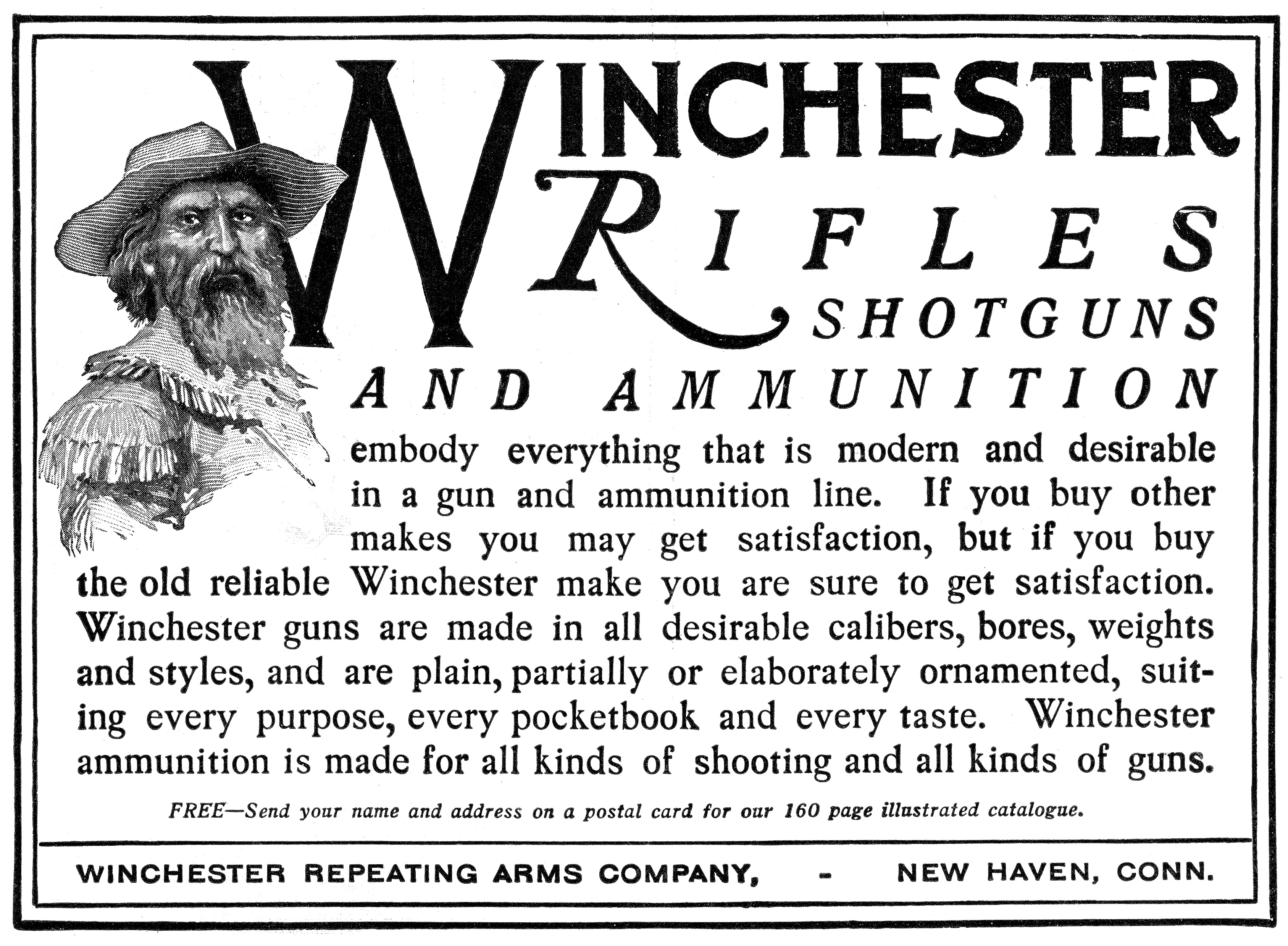
Реклама Winchester Repeating Arms Co., 1900

У перші роки XX століття почався для Winchester Repeating Arms Company з конкуренції з новими гвинтівками Джона Браунінга, які виготовлялись під ліцензією інших компаній. Гонку за створення першої комерційної самозарядної гвинтівки з боку Winchester Repeating Arms Company вела гвинтівка Winchester Model 1903 під патрон кільцевого запалення калібру .22 і пізніші гвинтівки під патрон центрального запалення Winchester Model 1905, Winchester Model 1907 і Winchester Model 1910. Після декількох років розробок інженери Winchester Repeating Arms Company створили модель Winchester Model 1911, яка змогла обійти патенти Джона Браунінга на самозарядні дробовики. Один з провідних інженерів Winchester, Агар Т. С. Джонсон, відіграв важливу роль у розвитку цієї самозарядної вогнепальної зброї і продовжував завідувати розробками майбутніх моделей Winchester Model 1912, Winchester Model 1952 і Winchester Model 1954.

#### Перша світова війна
Під час Першої світової війни компанія була одним з основних виробників гвинтівки Pattern 1914 Enfield під патрон .303 калібру для британського уряду і аналогічної гвинтівки Enfield M1917 для США. Саме в цей час Джон Браунінг, який працює на заводі Winchester, створює свою знамениту BAR. Також Браунінгом і групою інженерів з Winchester Repeating Arms Company була створений кулемет .50 калібру. Патрон під калібр .50 BMG (12,7х99 мм) був розроблений балістичними інженерами Winchester, але комерційні права на новий кулемет належали компанії Colt.

#### Провал і переродження
Під час війни Winchester Repeating Arms Company взяла борги для фінансування масштабного розширення. Після того як запанував мир, компанія вирішила використати свій надлишок потужностей для широкого виробництва товарів широко вжитку: починаючи від кухонних ножів і закінчуючи роликами для холодильників. Вони об'єднались з іншим відомим американським брендом Simmons Hardware Company, і діяли разом протягом 1920-х, але в 1929 році вирішили розділитись і повернутись до своєї основної діяльності. Ця стратегія виявилась невдалою для Winchester Repeating Arms Company. Останній цвях в труну компанії забила Велика депресія. Winchester Repeating Arms Company була продана з молотка 22 грудня 1931 року компанії Western Cartridge Company, яка належала сім'ї Олін.
Фірма Олівера Вінчестера не підтримувала номінального існування до 1935 року, коли Western Cartridge злився зі своєю дочірньою компанією в фірму Winchester-Western Company. В 1944 році виробництво амуніції і вогнепальної зброї буде переведене в Winchester-Western Division, яка належала Olin Industries.
На щастя для Winchester, перший віце-президент компанії Winchester-Western Company Джон М. Олін був спортсменом і поціновувачем хороших пістолетів, тож він почав відновлювати бренд Winchester до колишнього блиску. Він особисто запропонував конструкції гвинтівки Winchester Model 52 і дробовика Winchester Model 21.

#### Друга світова війна
Карабін M1 Carbine був розроблений на заводі Winchester групою з 8 чоловік. M1 Carbine став найбільш масовою американською зброєю протягом Другої світової війни. Також компанією була випущена легендарна гвинтівка M1 Garand, а в повоєнний час — перший цивільний варіант гвинтівки M14.

### Занепад і падіння
Через зростання оплати праці працівникам підприємств протягом 1960-х — 1970-х років похитнули фінансове становище Winchester і Olin Industries загалом. В 1980 році ситуація ще більше погіршилась, що переконало Olin, що вони більше не зможуть отримати прибутку від збройного заводу в Нью-Гейвені. У грудні 1980 року завод був проданий співробітникам, які об'єднались в U.S. Repeating Arms Company і отримали ліцензію на виробництво вогнепальної зброї під маркою Winchester. Olin зберіг тільки виробництво боєприпасів Winchester. Сама ж компанія U.S. Repeating Arms Company збанкрутувала в 1989 році і була викуплена французькою холдинговою компанією, а потім продана бельгійській холдинговій компанії Herstal Group, яка також володіє зброярнями FN Herstal і Browning Arms Company.
17 січня 2006 року було заявлено про закриття заводу в Нью-Гейвені, який проіснував 140 років, через нерентабельність. Наразі зброя під маркою Winchester випускається на заводах FN Herstal.